# Iváncsa, Fejér
Iváncsa  este un sat în districtul Dunaújváros, județul Fejér, Ungaria, având o populație de 2.840 de locuitori (2011). 

## Demografie
Componența etnică a satului Iváncsa
     Maghiari (98,31%)
     Necunoscut (0,52%)
     Alții (1,17%)
Componența confesională a satului Iváncsa
     Romano-catolici (35,6%)
     Reformați (14,79%)
     Fără religie (13,77%)
     Atei (1,51%)
     Necunoscută (33,87%)
     Alte religii (1,9%)
Conform recensământului din 2011, satul Iváncsa avea 2.840 de locuitori. Din punct de vedere etnic, majoritatea locuitorilor (98,31%) erau maghiari. Apartenența etnică nu este cunoscută în cazul a 0,52% din locuitori. Nu există o religie majoritară, locuitorii fiind romano-catolici (35,6%), reformați (14,79%), persoane fără religie (13,77%) și atei (1,51%). Pentru 33,87% din locuitori nu este cunoscută apartenența confesională.